# Goat Fell

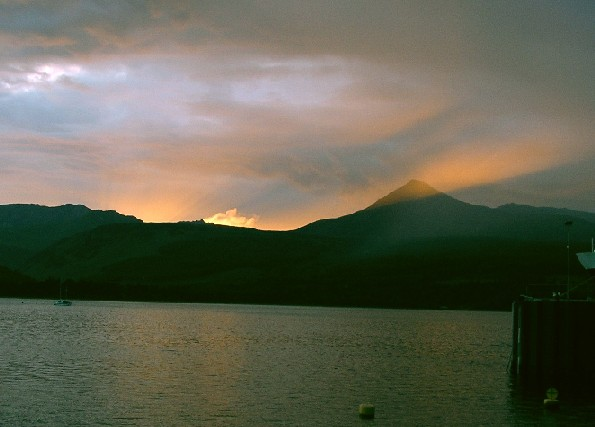
Posta de sol al Goat Fell

Goat Fell (Goatfell segons el Ordnance Survey; en gaèlic escocès Gaoda Bheinn) és el cim més alt de l'illa d'Arran, a Escòcia, amb 874 metres d'altitud. La muntanya, igual que el proper Castell de Brodick, és propietat actualment del National Trust for Scotland.
Es creu que el nom pot significar o bé "Muntanya del vent" (a partir del gaèlic escocès gaoth) o "Muntanya de la Cabra" (del noruec antic geita).
A causa de la popularitat d'Arran com a destinació turística, Goat Fell és escalat molt freqüentment, i existeixen diverses possibles rutes, algunes de les quals combinen també l'ascens a altres cims propers. La ruta més comunament utilitzada és un camí de 5 km de longitud que comença en el Castell de Brodick, a Cladach. Aquest camí travessa els terrenys boscosos del castell, travessant les seves tanques de rododendres. A uns 300 m d'altitud, el camí abandona la protecció dels arbres i continua a través d'un erm, fins a aconseguir el cim per la cara est de la muntanya. Al capdamunt hi ha un mirador des del qual, en un dia clar, pot veure's Irlanda.
Una ruta alternativa part de la localitat de Corrie, per ascendir al Goat Fell des del nord; en aquesta zona la muntanya es connecta amb un altre cim subsidiari, coneguda com a North Goatfell, un lloc del que parteixen tres crestes diferents: la que es dirigeix al sud, fins al cim principal; una que es dirigeix al nord-est, amb alguns passatges en els quals és necessari escalar lleugers desnivells sobre el Cioch na h-Oighe ("El pit de la jove dama"); i finalment una cresta que es dirigeix a l'oest, i descendeix fins al port de muntanya conegut com The Saddle, abans d'ascendir de nou cap al cim del Cir Mhòr.
A més de per la seva bellesa natural, Goat Fell també va aconseguir notorietat després de ser l'escenari d'un controvertit crim al juliol de 1889, quan una excursionista anomenada Edwin Rose va caure daltabaix, empesa, segons va declarar la sentència, pel seu acompanyant, John Watson Laurie.